# Чайот
Чайо́т, или мексика́нский огуре́ц или чайот съедобный (лат. Sechium edule, исп. chayote), — съедобное растение из рода Sechium семейства Тыквенные (Cucurbitaceae).
Древнее культурное растение, известное ещё ацтекам, майя и другим индейским племенам. Родиной его считается Центральная Америка, культивируется в различных странах с тропическим и субтропическим климатом. Главным поставщиком чайота является республика Коста-Рика , произрастает также и в Турции.
Этот фрукт был впервые выращен в Мезоамерике между южной Мексикой и Гондурасом, с наибольшим генетическим разнообразием, доступным как в Мексике, так и в Гватемале. Это один из нескольких продуктов, представленных в Старом Свете во время Колумбова обмена. В то время растение распространилось по другим частям Америки, что в конечном итоге привело к его интеграции в кухню многих латиноамериканских народов.
Плоды чайота в основном используются в приготовленном виде. При приготовлении с чайотом обычно обращаются как с тыквой; обычно его слегка готовят, чтобы сохранить хрустящую консистенцию. Сырой чайот можно добавлять в салаты или сальсу, чаще всего маринованный с лимонным или лаймовым соком, но он часто считается неприятным и жестким по текстуре. В сыром или варёном виде чайот является хорошим источником витамина C.
Хотя большинству людей известны как овощ только плоды, корень, стебель, семена и листья также съедобны. Клубни растения едят как картофель и другие корнеплоды, а побеги и листья часто добавляют в салаты и жаркое, особенно в Азии.

## Название
Название «chayotli» происходит из астекских языков.

## Ботаническое описание
Многолетнее однодомное вьющееся растение с побегами, в длину достигающими 20 метров. Побеги слабоопушённые, с продольными бороздками, цепляются за опору усиками. Образует до 10 корневых клубней массой до 10 кг. Цвет клубня варьируется от тёмно-зелёного до светло-зелёного или жёлтого, почти белого. Мякоть белого цвета, по текстуре напоминает картофель или огурец.
Листья широко-округлые с сердцевидным основанием, до 10–25 см в длину, с 3–7 тупыми долями, покрыты жёсткими волосками. Черешки листьев могут быть различной длины, от 4 до 25 см.
Цветки однополые, зеленоватого или кремового цвета, венчик диаметром около 1 см. Женские цветки одиночные, мужские собраны в кистевидные соцветия.

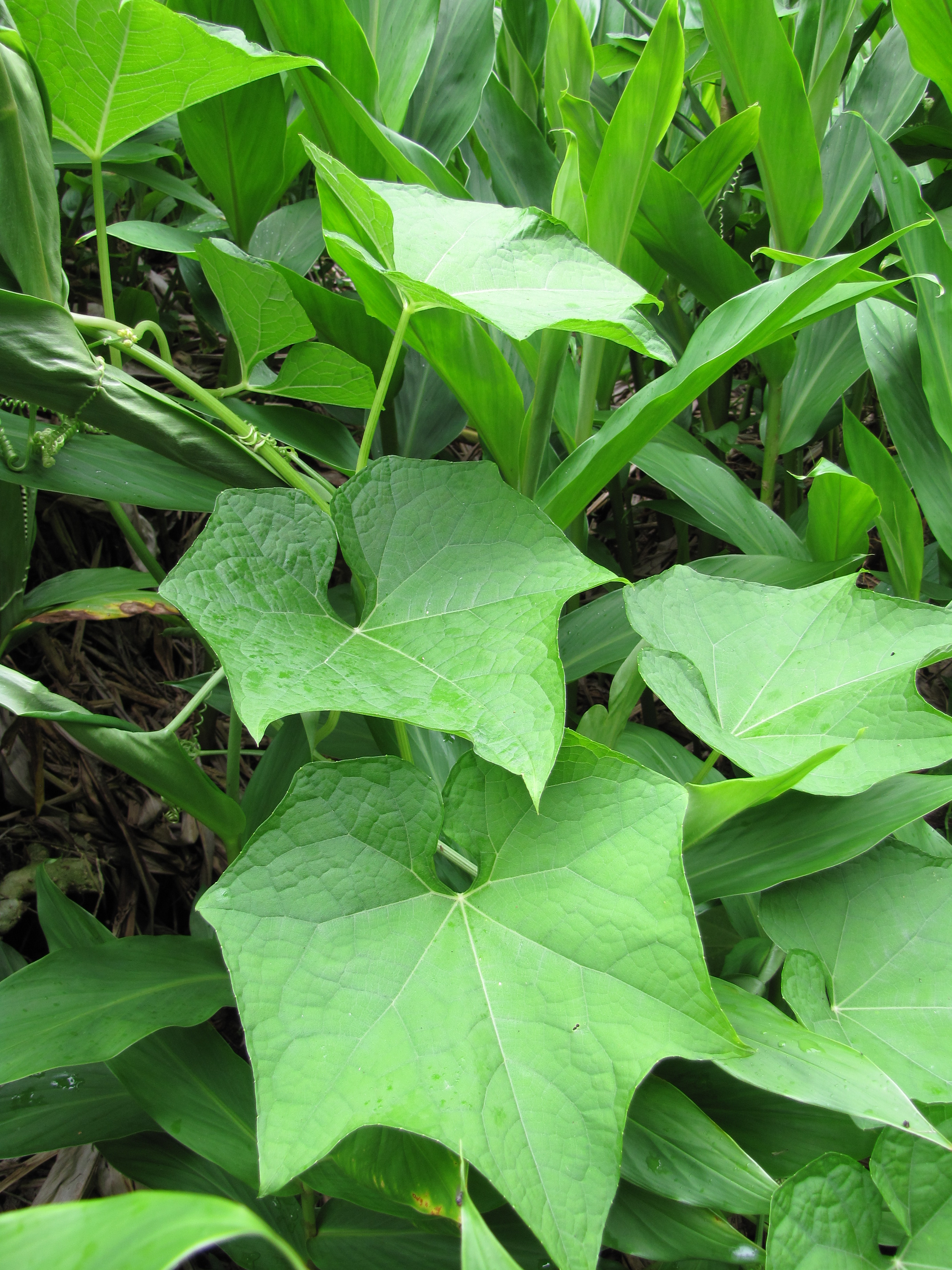
Листья
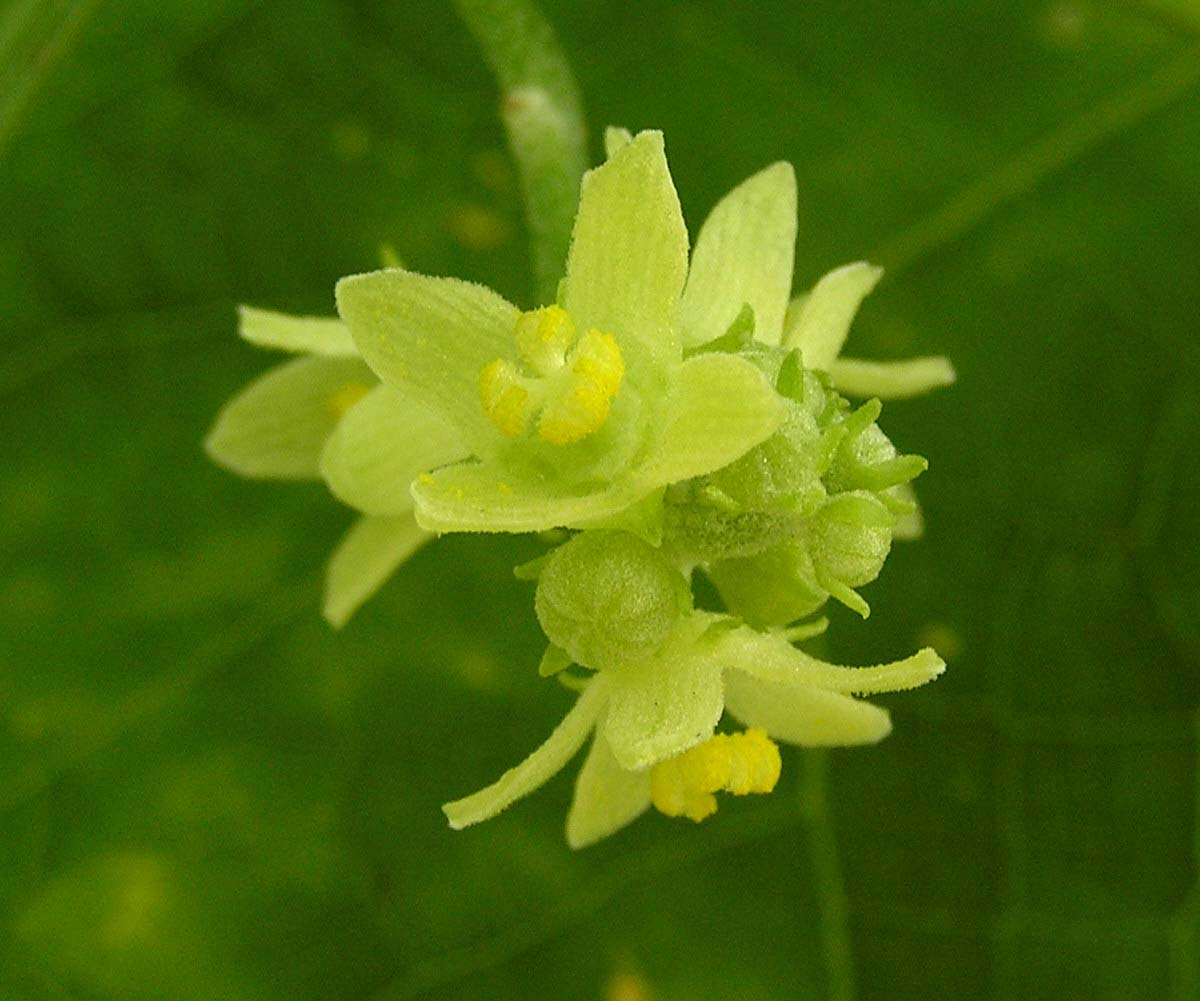
Цветки
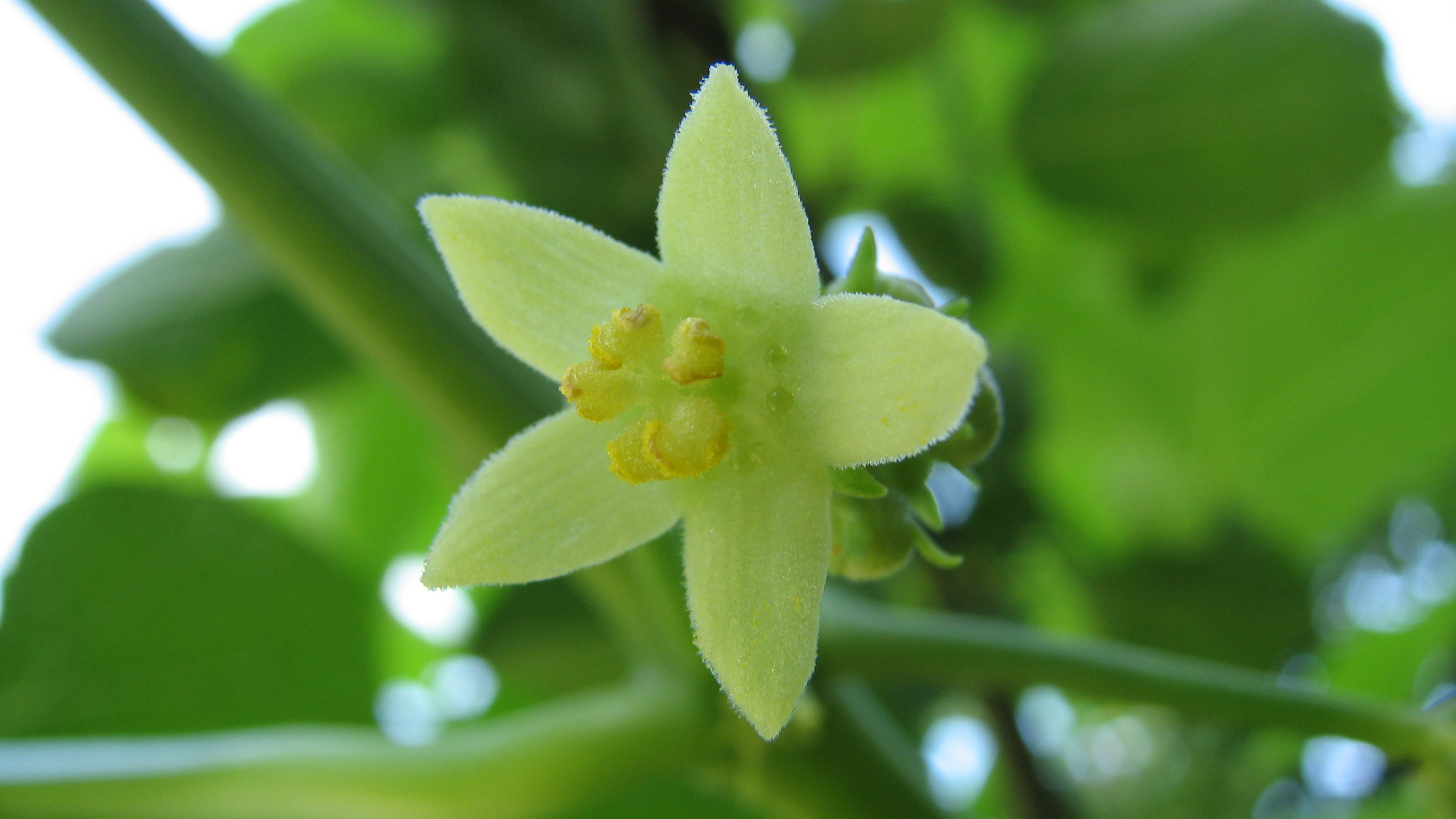
Цветок
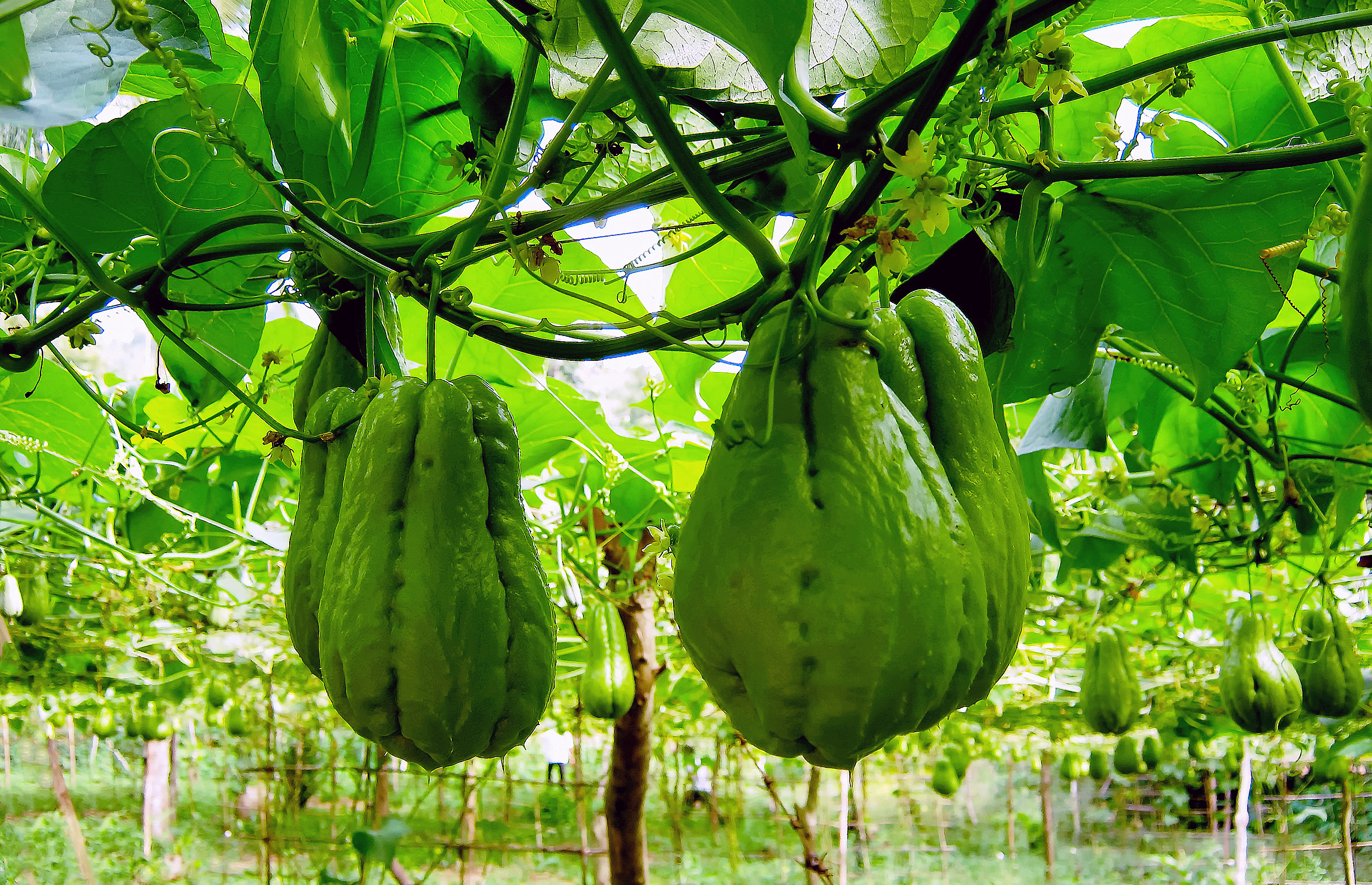
Плоды
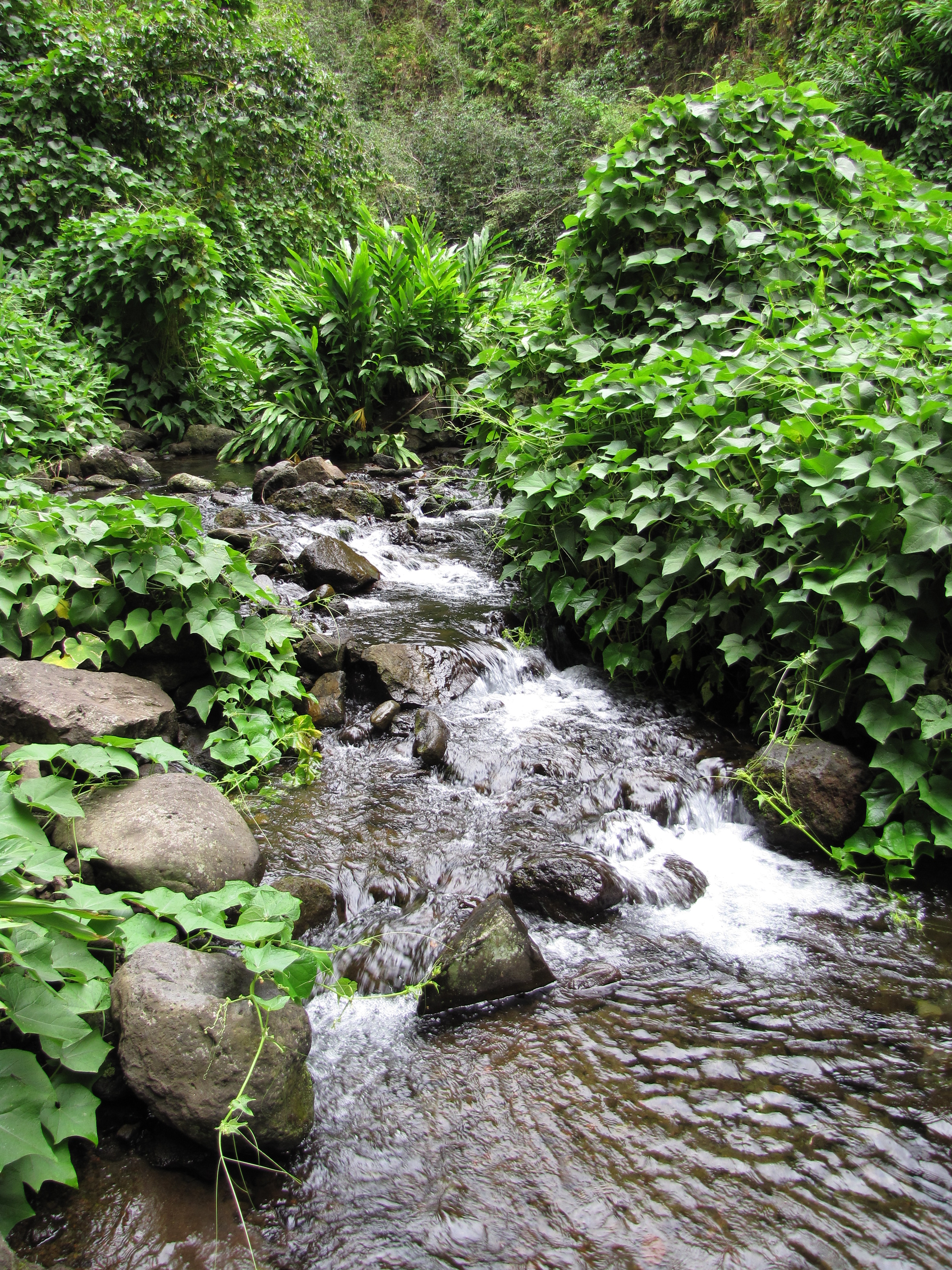
Канал с чайотом по берегам, Гавайи

### Плоды

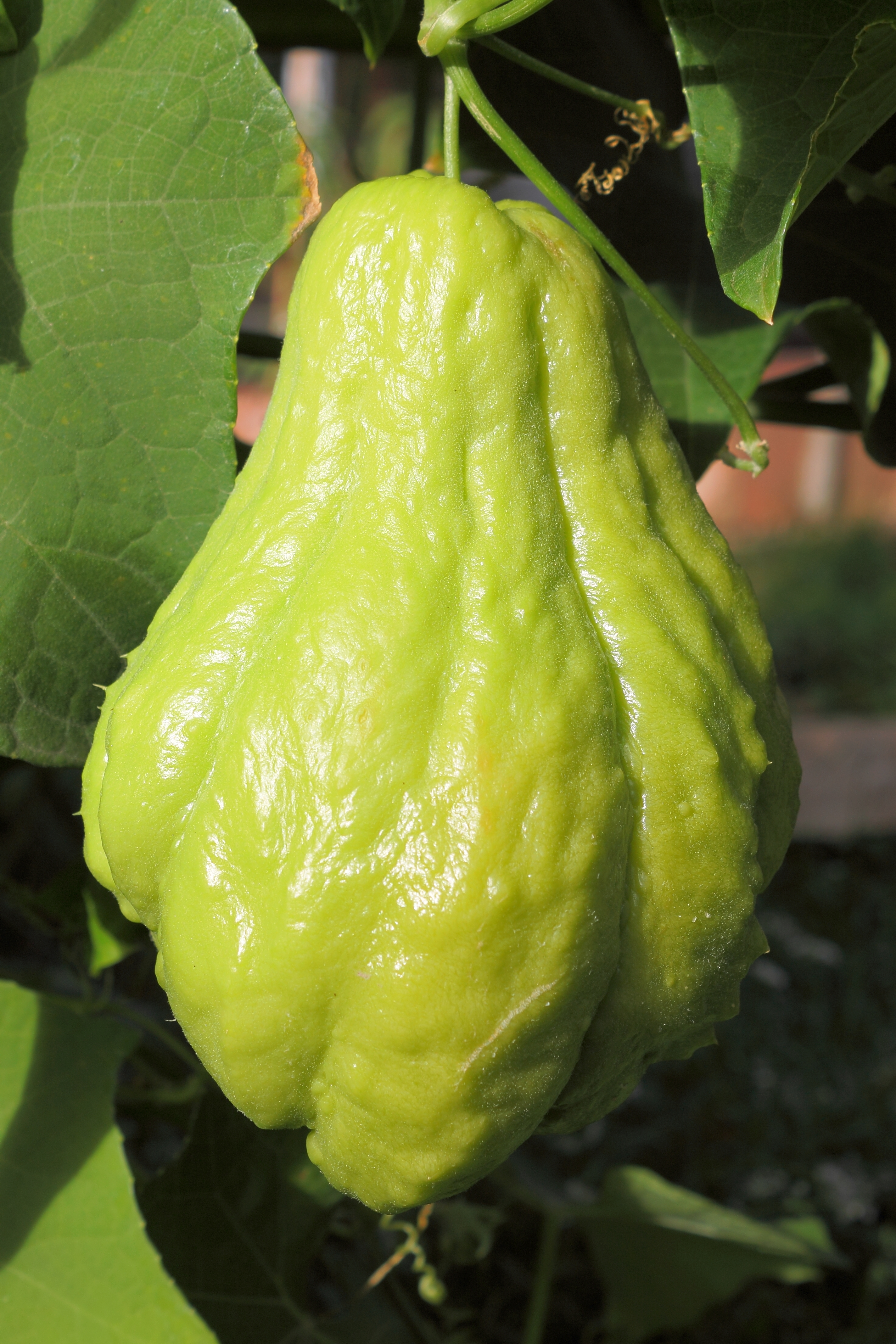
Созревший плод, Сочи

Плоды — грушевидные или округлые ягоды 7—20 см длиной, массой до килограмма, с одним крупным (3—5 см) белым плоско-овальным семенем. Кожура их тонкая, прочная, блестящая, могут присутствовать небольшие наросты, а также продольные канавки. Окраска от беловатой до светло-жёлтой или зелёной. Мякоть беловато-зелёная, сочная, сладковатого вкуса, богата крахмалом.
Плоды Sechium edule различаются в зависимости от сорта по форме, размеру, цвету и другим характеристикам, таким как наличие шипов, продольных борозд и рядов чечевичек. Основание утопленное, на верхушке имеется поперечная бороздка, через которую выходит семя. Эпикарпий состоит из слоев склеренхимы. Мезокарпий или съедобная часть представляет собой твердую массу паренхимы, клетки которой содержат в основном крахмал и воду. Мезокарпий имеет многочисленные слизистые каналы, тонкие сосудистые пучки и во внутренних слоях сеть волокон, хорошо развитую в зрелом возрасте. Эндокарпий состоит из нескольких толстостенных клеток, которые сразу же придают семени блестящий вид с внутренней стороны.
Центр плода занимает полость, в которой находится семя. Семя имеет гладкую кожуру, не одеревеневшую, как у большинства тыквенных. Поскольку зародыш защищен околоплодником, функция семенника состоит в том, чтобы уступить место питательным веществам из околоплодника, которые снабжают зародыш, а не защищать его. Семядоли занимают большую часть семян; плоские и твердые, они являются той частью плода, которая наиболее богата запасами.

### Живорождение

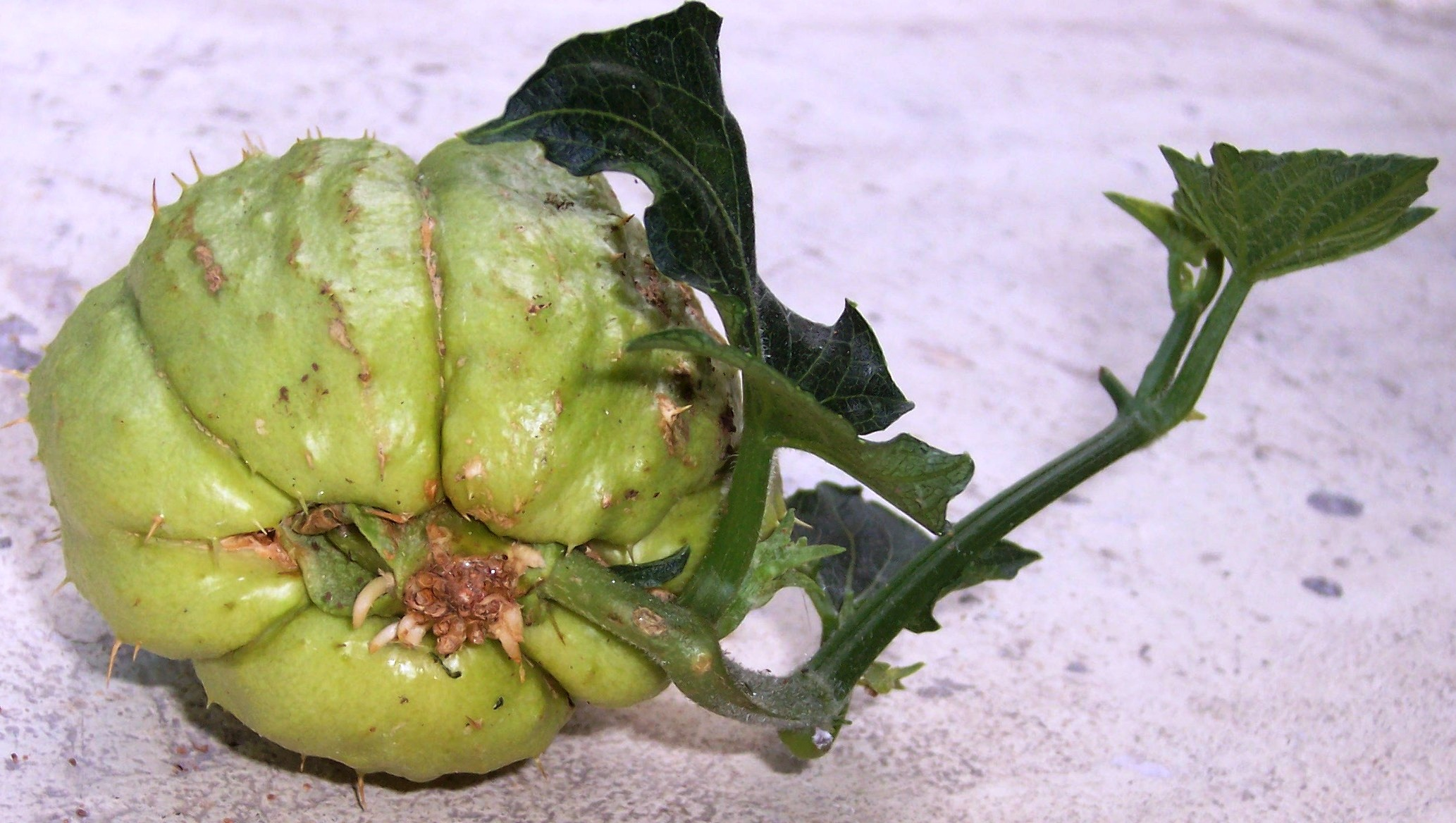
Плод с проростком

Живородящий проросток Sechium edule привлек внимание первых натуралистов, наблюдавших его в тропической Америке. При созревании плода у большинства сортов семена выходят через бороздку на вершине плода; семядоли расширяются и образуются зелёные участки там, где они подвергаются воздействию света. На внешнем конце семени развивается гипокотиль — твердое зеленоватое тело, из которого вырастают многочисленные корешки. На внутренней стороне места соединения семядолей гипокотиль образует ножку, которая выходит через пространство между семядоли изгибаются вверх и развивают листья и даже веточки. Саженец продолжает расти, пока плод остается прикрепленным к растению, и иногда стебель достигает полуметра в длину, прежде чем плод опадает. Чаще всего плоды опадают, когда начинается прорастание. Для своего роста зародыш имеет запасы воды и, возможно, питательных веществ, содержащихся в плоде, которые проходят через мягкую кожуру к семядолям. В Европе обнаружены плоды, корни которых проникли в мезокарпий. Механизм прорастания Sechium edule, по-видимому, является адаптацией к переменным сезонным условиям, в которых семенам для выживания требуется влага.
Опыление производят насекомые, привлеченные нектаром, особенно пчелы рода Trigona.

## Ареал
Аборигенный вид тропических и субтропических регионов Мексики, Центральной Америки.
Растение культивируется в промышленных масштабах на равнинах Индии, на юге Китая, в Бразилии, Мексике, Индонезии, Алжире, Австралии, а также на Мадагаскаре.
В 1930-х годах «мексиканский огурец» появился на территории Грузии, но во время войны чайот был утрачен. Вторично культура была завезена в 50-е годы XX века, в это же время чайот попадает в Россию. Со временем растение начали выращивать в южных регионах страны. Чайот выращивают в субтропиках Черноморского побережья России, Грузии и в Краснодарском крае.  В средней полосе России его выращивают как однолетнюю культуру, так как чайот боится заморозков.

## Использование

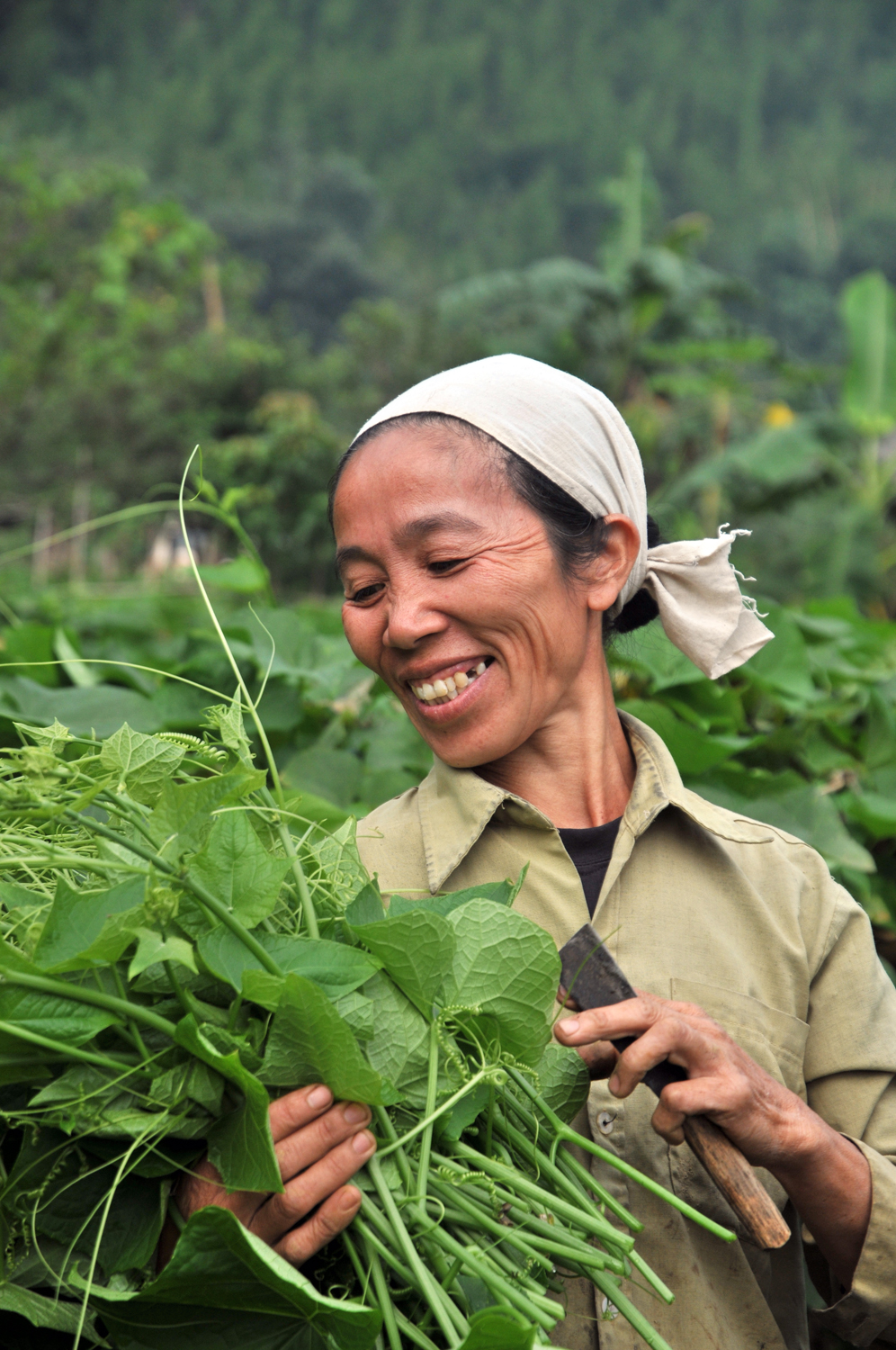
Сбор урожая побегов чайота в провинции Хуабинь, Северо-Западный Вьетнам
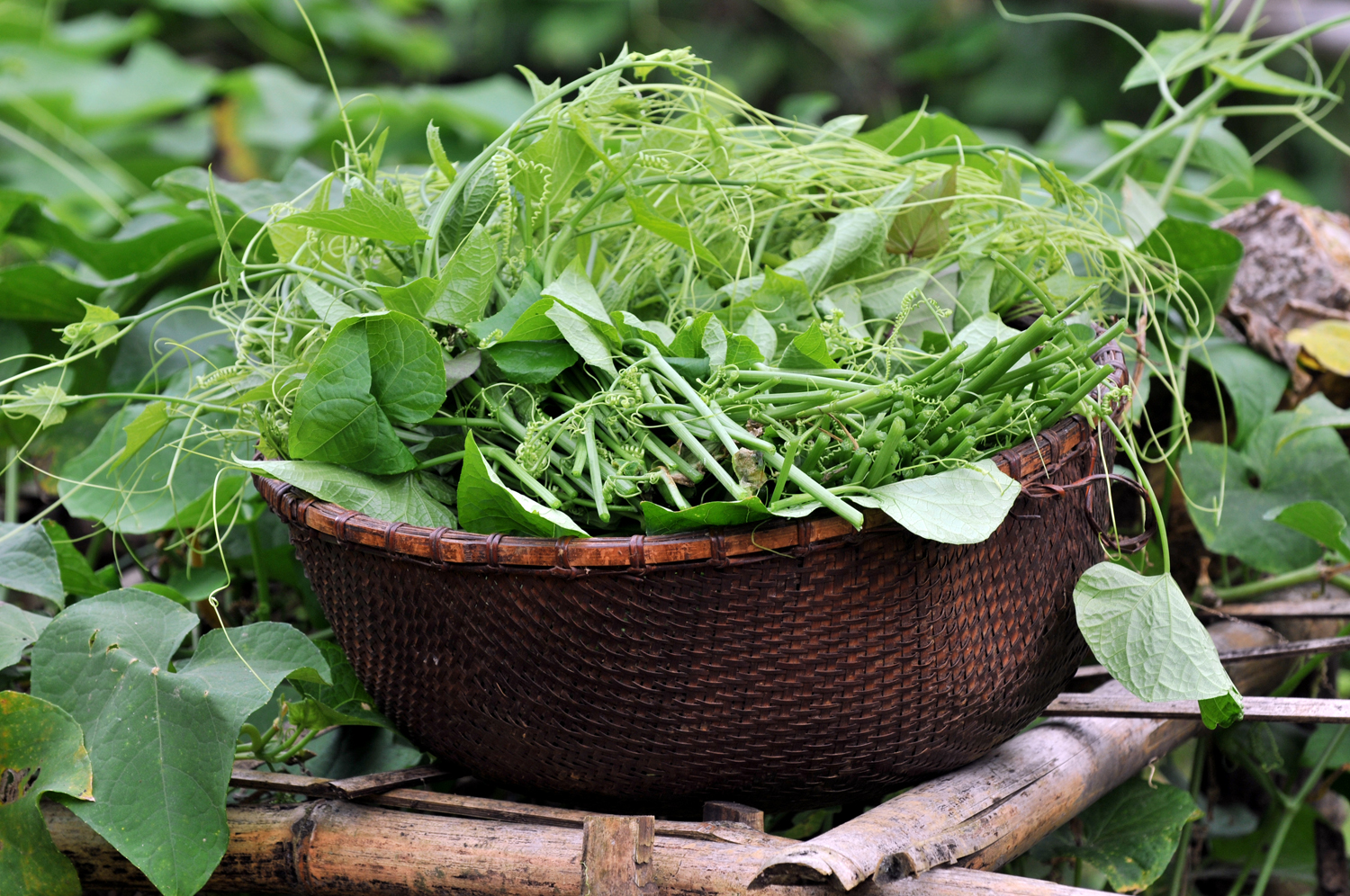
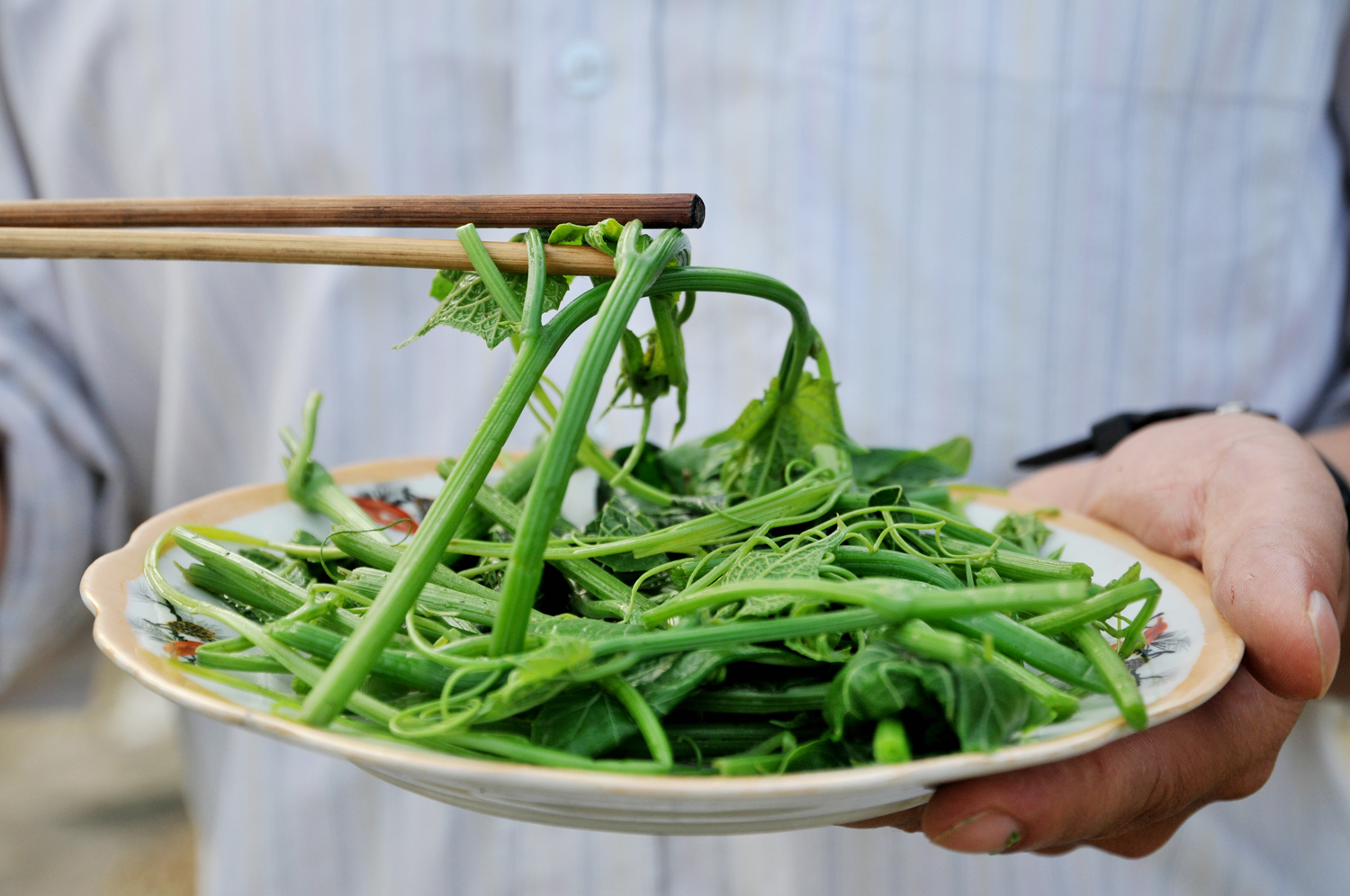
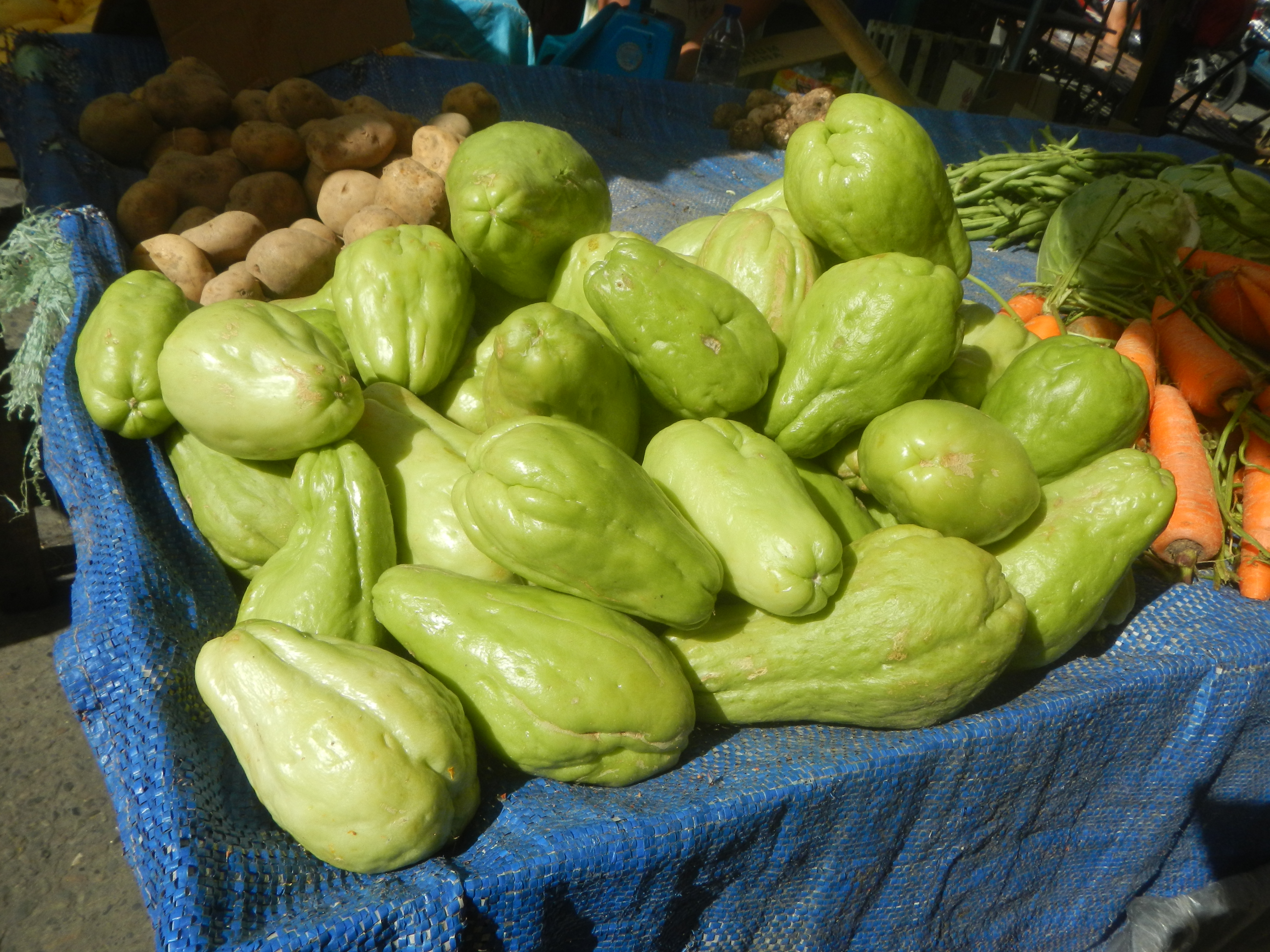
Овощной рынок в провинции Булакан, Филиппины
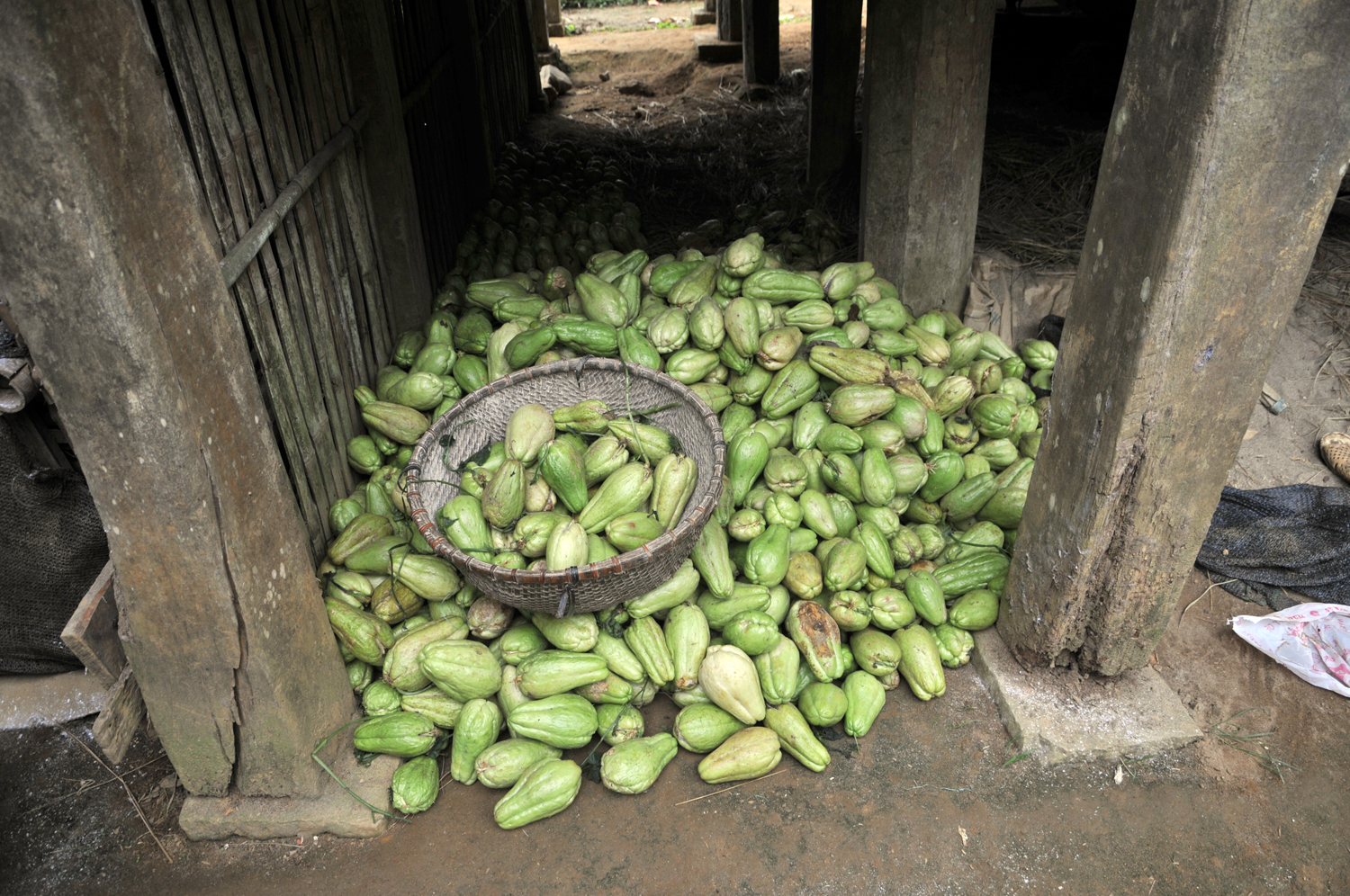

Съедобны все части чайота, даже листья и верхушки побегов (молодые), которые можно есть в тушёном виде, но чаще всего в пищу используются недозрелые плоды, которые варят, тушат, запекают, фаршируют или добавляют сырыми в салаты. Мякоть плодов добавляют в хлебобулочные изделия. Семена едят поджаренными, они имеют ореховый привкус. Клубни богаты крахмалом (до 20 %), их можно готовить так же, как картофель.
Старые клубни и ботва используются на корм для скота. Из стеблей после обработки получают красивые серебристые волокна, из которых плетут головные уборы и другие изделия.
Овощ и его семена богаты аминокислотами и витамином C. Листья и клубень обладают мочегонными, противовоспалительными свойствами. Может использоваться в виде чая при лечении атеросклероза, повышенного кровяного давления, а также для вывода камней из почек.

## Культивация
Чайот свето- и влаголюбив, очень требователен к теплу, предпочитает богатые питательными веществами почвы. В тропиках выращивается как многолетнее растение, в странах с более прохладным климатом — как однолетнее. Размножают его семенами (сажают зрелый плод целиком, семя прорастает внутри него), иногда вегетативно — стеблевыми черенками. Плоды созревают через 3—5 месяцев после посева. Растение урожайное, с одного 3—5-летнего растения собирают 50—80 плодов.